# 凯莉·华盛顿
凯莉·玛丽莎·华盛顿（1977年1月31日—），美国影视女演员。自2012年以来，凯莉出演ABC电视剧《丑闻》得到了公众的广泛认可，她在珊达·莱梅斯的这部剧中饰演美国总统的危机管理专家奥利维娅·波普。凭借她的角色，凯莉两次提名黄金时段艾美奖最佳电视剧女主角和美国演员工会奖电视戏剧类最佳女演员以及一次金球奖最佳电视剧女主角。
凯莉亦因在电影《灵魂歌王》出演雷·查尔斯的妻子德拉·比亚·罗宾逊闻名，此外她还饰演了《末代独裁》（2006）伊迪·阿敏的妻子凯，饰演了《神奇四侠》2005年和2007年电影中石头人的爱人艾莉西亚·马斯特，饰演了昆汀·塔伦蒂诺电影《被解放的姜戈》（2013）中姜戈的妻子布鲁姆希尔达·冯·夏福特。她还出演了广受好评的独立电影《我们的歌》（2000）、《死亡女孩》（2006）、《母与子》（2009）、《夜晚吞噬了我们》（2010）。
2014年4月，《时代》杂志在一年一度的时代百大人物评选中，将凯莉列入“世界最具影响人的人物”。

## 早年生活
凯莉生于纽约布朗克斯区，母亲瓦莱丽是教授和教育顾问，父亲厄尔·华盛顿是房地产经纪人。父亲是南卡罗来纳州和布鲁克林的非裔美国人，母亲出生于曼哈顿。华盛顿表示，她的母亲有着“牙买加人的混血背景，所以她不仅有部分英格兰人、苏格兰人和本土美国人的血统，还是加勒比海非洲黑奴的后裔”。她的母親是美国国务卿克林·鲍威尔 （Colin Powell）的表親。
凯莉于1994年在曼哈顿斯彭斯学校毕业，跟TADA！年轻人剧院青少年组演员登台。1998年她在乔治·华盛顿大学以人类学和社会学双学会的优等生成绩毕业 。她还就读于纽约市的迈克尔·霍华德工作室。

## 私生活

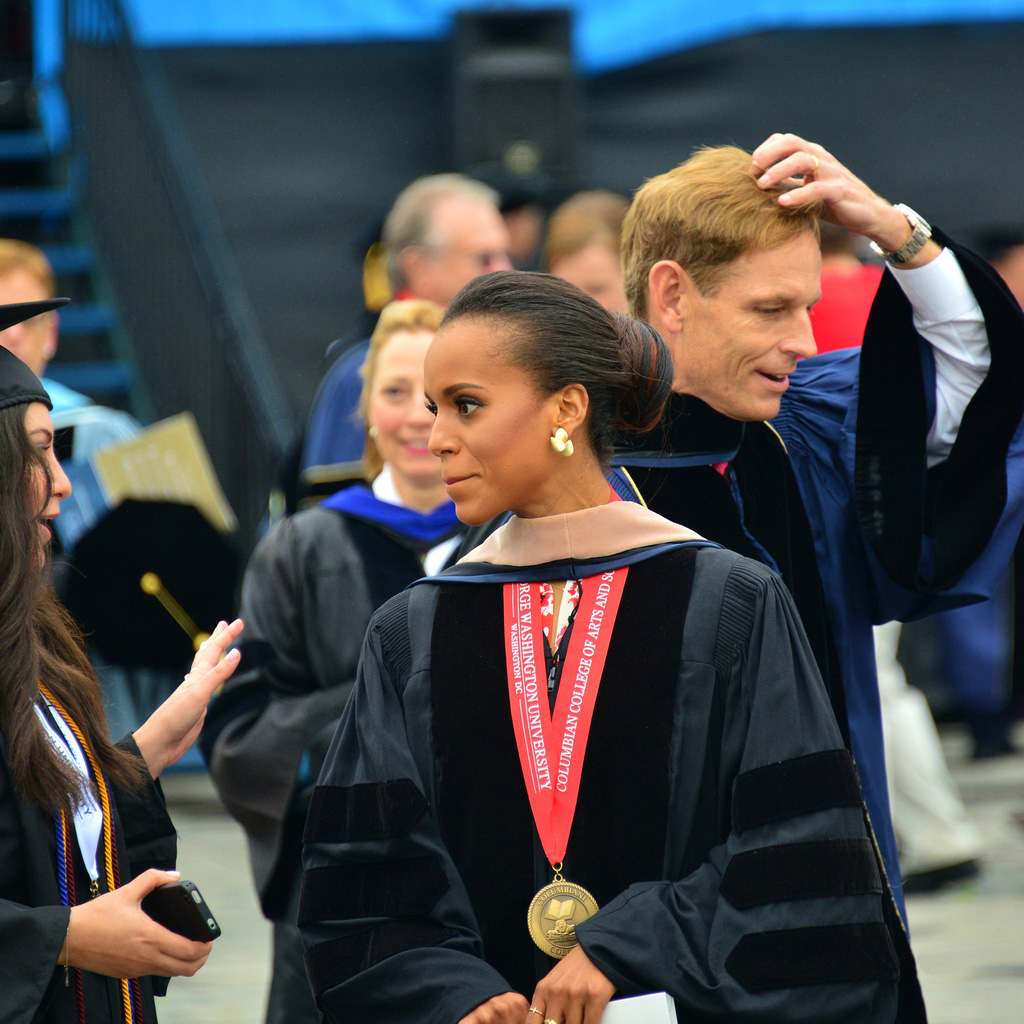
凯莉2013年在乔治华盛顿大学发表毕业演讲

凯莉于2004年10月至2007年3月间与演员大卫·莫斯科展开感情交往。2013年6月24日，凯莉在爱达荷州黑利嫁给了NFL球员纳姆迪·阿索穆加。他们的女儿伊莎贝尔·阿玛拉奇于2014年4月21日出生。
凯莉通常会保留她所饰演角色的道具，作为纪念，如衣服或角色所住房子的家具。
2013年5月19日，凯莉回到母校乔治华盛顿大学发表毕业演讲，并被授予美术学名誉学位。

## 参演电影
- 我们的歌（2000）
- 3D （2000）
- 留住最后一支舞 （2001）
- 临时特工 （2002）
- 罪过 （2003）
- 利蓝的美国 （2003）
- 人性污点 （2003）
- 灵魂歌王 （2004）
- 拳坛小妹 （2004）
- 她恨我 （2004）
- 搜身 （2004）
- 史密斯行动 （2005）
- 房中性事 （2005）
- 神奇四侠 （2005）
- 末代独裁 （2006）
- 死去的女孩 （2006）
- 小孩好黑（英语：Little Man (2006 film)） （2006）
- 神奇四侠：银魔现身 （2007）
- 我想我爱我老婆 （2007）
- 圣安娜奇迹 （2008）
- 合法入侵 （2008）
- 母与子 （2009）
- 克莱克城的生活是火热的 （2009）
- 彩虹艳尽半边天 （2010）
- 夜晚吞噬了我们 （2010）
- 細節人生 （2011）
- 被解放的姜戈 （2012）
- 临终千言 （2012）
- 皮尔普斯一家 （2013）
- 畢業舞會 (電影) （2021）